# NGC 3079
NGC 3079 (również PGC 29050 lub UGC 5387) – galaktyka spiralna z poprzeczką (SBc), znajdująca się w gwiazdozbiorze Wielkiej Niedźwiedzicy w odległości 50 milionów lat świetlnych. Została odkryta 1 kwietnia 1790 roku przez Williama Herschela.

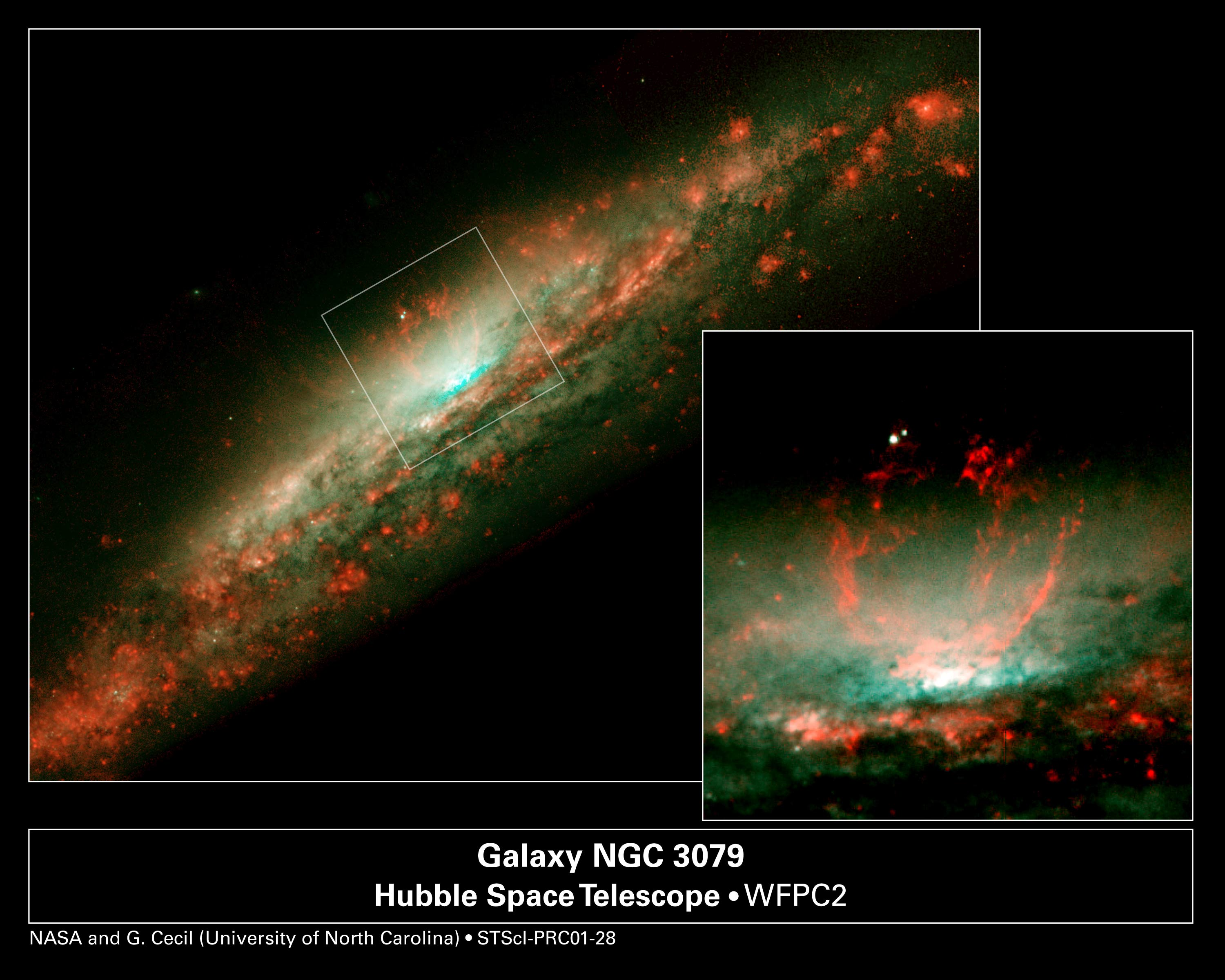
NGC 3079 – w zbliżeniu widoczny superbąbel wyłaniający się z jądra

NGC 3079 należy do galaktyk Seyferta typu 2.
Dysk galaktyczny NGC 3079 jest złożony z widowiskowych gromad gwiazd rozsianych w zakręconych ramionach spiralnych oraz ciemnych pasów pyłu. Galaktyka rozciąga się na przestrzeni około 70 tysięcy lat świetlnych. W jej centrum znajdują się kolumny gazu wznoszące się na 2000 lat świetlnych, wytyczając powierzchnię gęstego bąbla wyłaniającego się z jądra galaktyki. Te kolumny gazu unoszą się z prędkością 6 milionów km/h. Prawdopodobnie ten superbąbel formuje się pod wpływem wiatrów masywnych gwiazd. Wskazuje to na to, że masywne gwiazdy narodziły się w jednym czasie podczas nagłych procesów formowania gwiazd w centrum galaktyki.
W galaktyce NGC 3079 zaobserwowano supernowe SN 2001ci i SN 2013ee.